# Portariá (ort i Grekland, Mellersta Makedonien)
Portariá (Portaria) är en ort i Grekland.   Den ligger i prefekturen Chalkidike och regionen Mellersta Makedonien, i den nordöstra delen av landet, 260 km norr om huvudstaden Aten. Portariá ligger 45 meter över havet och antalet invånare är 1 202.
Terrängen runt Portariá är huvudsakligen platt, men norrut är den kuperad.  Närmaste större samhälle är Néa Moudhaniá, 4,5 km söder om Portariá. Trakten runt Portariá består till största delen av jordbruksmark.